# Rudolf Bernhardt
Pour les articles homonymes, voir Bernhardt.
Rudolf Bernhardt, né le 29 avril 1925 à Cassel, et mort le 1er décembre 2021 à Heidelberg, est un juriste allemand. Il fut président de la Cour européenne des droits de l'homme du 24 mars au 31 octobre 1998.
On lui doit la citation suivante au sujet du Conseil constitutionnel français : « Plutôt un Conseil d'hommes d’État expérimentés qu'une vraie Cour de justice. »